# Фолькен
Фолькен (нем. Volken) — коммуна в Швейцарии, в кантоне Цюрих.
Входит в состав округа Андельфинген. Население составляет 292 человека (на 31 декабря 2007 года). Официальный код — 0043.